# Міський музей Гельсінкі

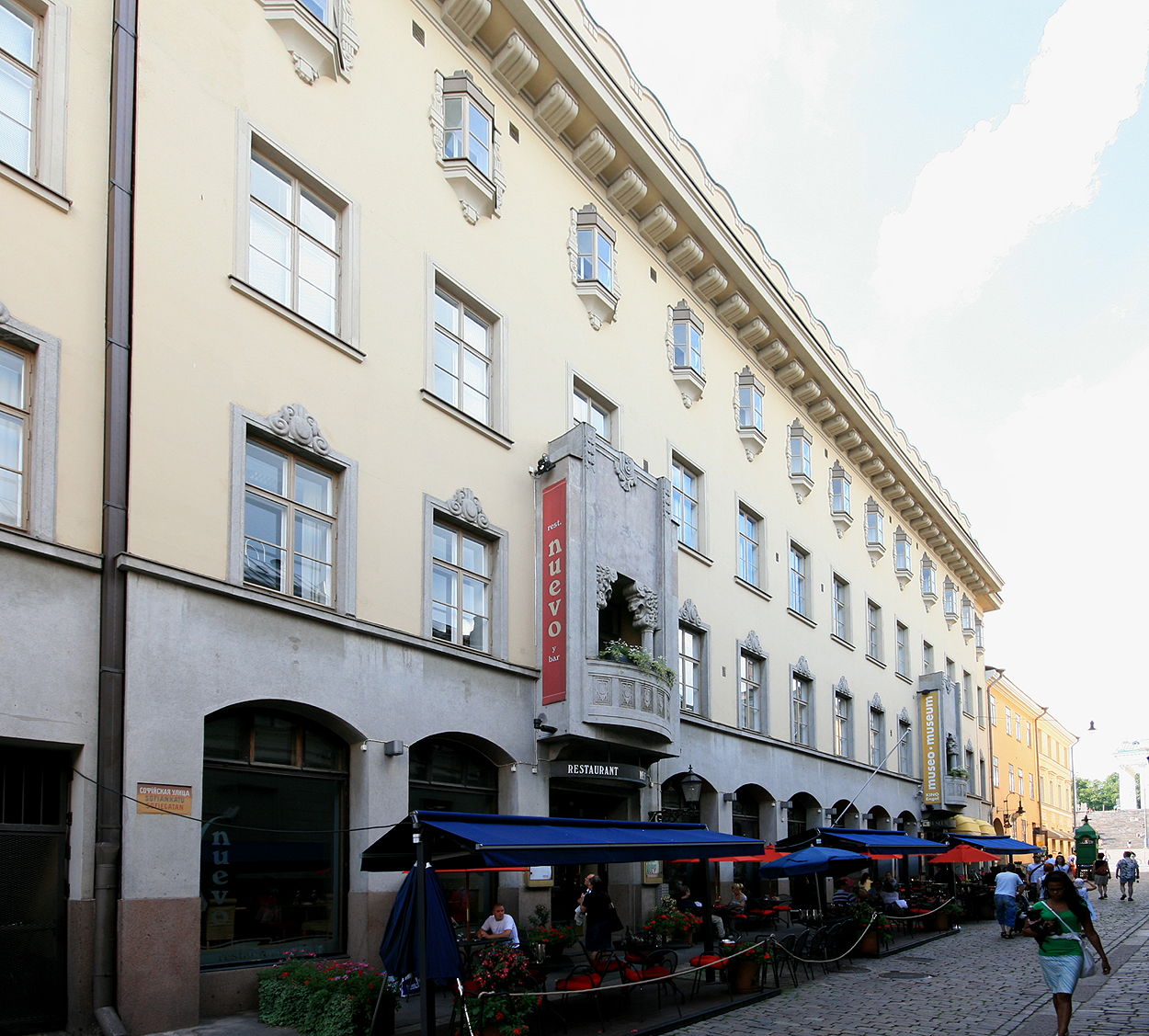
Міський музей Гельсінкі

Міський музей Гельсінкі (фін. Helsingin kaupunginmuseo, швед. Helsingfors stadsmuseum) — історичний музей, присвячений місту Гельсінкі. На виставках представлені етапи розвитку Гельсінкі від маленького міста до столиці країни. Колекції музею містять близько мільйона фотографій, наприклад, популярні фотографії Гельсінкі початку 20-го століття авторства Сігне Брандер, та 450 000 предметів.
Музей має такі відділення:
- Головна будівля, в якій представлена виставка «Helsinki Horizons», що представляє більше ніж 450-річну історію міста.
- Дім бюргера (фін. Ruiskumestarin talo) був побудований в 1818 році. Він є найстарішим дерев'яним будинком Гельсінкі. Усередині відтворена обстановка бюргерського побуту 1860-х років.
- Вілла Гакасалмі (фін. Hakasalmen huvila)
- Музей електростанції (фін. Voimalamuseo) знаходиться біля порогів в гирлі річки Вантаа, в тих місцях, де в 1550 році було засновано місто і де були зведені його перші промислові будівлі. З 1550-х років до початку XX століття водяний млин рухав млинові жорна[6].
- Шкільний музей (фін. Koulumuseo)
- Дім Седергольма (фін. Sederholmin talo) — найстаріша (1757) кам'яна будівля в історичному центрі Гельсінкі. Розташований на розі Сенатської площі. З 1995 року в будинку Седергольма розташовується постійна експозиція, що знайомить відвідувачів з купецьким побутом XVIII століття. Також проводяться різноманітні тимчасові виставки.
- Музей трамвая (фін. Ratikkamuseo; адрес: Töölönkatu 51 A) розташований у приміщенні найстарішого в Гельсінкі трамвайного депо. Експозиція присвячена історії громадського транспорту в Гельсінкі.
- Музей маєтку Туомарінкюля та Дитячий музей (фін. Tuomarinkylän kartanomuseo & Lastenmuseo)
- Музей житла робітників (фін. Työväenasuntomuseon)